# Beilschmiedia inconspicua
Beilschmiedia inconspicua là loài thực vật có hoa trong họ Nguyệt quế. Loài này được Kosterm. miêu tả khoa học đầu tiên năm 1975 publ. 1975.